# Білоголови
Білоголо́ви — село в Україні у Залозецькій селищній громаді Тернопільського району Тернопільської області. 
Адміністративний центр колишньої Білоголівської сільської ради, якій підпорядковувалося село Нетерпинці до вересня 2016 року. Від 14 вересня 2016 у складі Залозецької селищної громади. До села приєднано хутір Піднетерпинці. 
Розташоване на річці Лопушанка, на півночі району.
Населення — 761 особа (2003).

## Населення

### Мова
Розподіл населення за рідною мовою за даними перепису 2001 року:
| Мова       | Кількість | Відсоток |
| ---------- | --------- | -------- |
| українська | 765       | 100%     |

## Історія
Перша писемна згадка — XVII ст.
Під час І світової війни село було майже повністю знищене.
Військовий злочин проти вояків Української Галицької Армії стався у Білоголовах в 1919, де польські жовніри вбили двох  полонених українців - санітара і пораненого стрільця Гуцульської сотні. 
1 серпня 1934 року внаслідок адміністративної реформи село включене до новоствореної у Зборівському повіті об'єднаної сільської гміни Оліїв. 
До 1939 діяли товариство «Просвіта», громадська ощадна каса.
30 червня 1941 року село відначилося масовими зібраннями з нагоди Акту проголошення Української Держави у Львові.
12 червня 2020 року, відповідно до розпорядження Кабінету Міністрів України № 724-р «Про визначення адміністративних центрів та затвердження територій територіальних громад Тернопільської області» увійшло до складу Залозецької селищної громади.
19 липня 2020 року, в результаті адміністративно-територіальної реформи та ліквідації Зборівського району, село увійшло до складу Тернопільського району.

## Пам'ятки
Є церква Собору Пресвятої Богородиці (1948; реставрована; кам'яна).
Встановлено:
- пам'ятний знак полеглим у німецько-радянській війні воїнам-односельцям (1965)
- насипана могила січового стрільця С. Чорного (1989)
- споруджено пам'ятник УСС (1993; реставровано).
- 13 липня 2014 року освятили новозбудовану церкву Собор Пресвятої Богородиці, зруйновану під час Другої світової війни (1944)

## Соціальна сфера
Діють загальноосвітня школа І-ІІ ступенів, бібліотека.

## Мовні особливості
У селі побутує говірка наддністрянського говору. До «Наддністрянського реґіонального словника» внесено такі слова та фразеологізми, вживані у Білоголовах:
- байда (велика скибка, шматок, напр. хліба);
- барабій (картопля);
- барабоїско (місце, де росла картопля);
- бараболє (картопля);
- бараболиско (місце, де росла картопля);
- барачаниско (місце, де росли буряки);
- боз (бузина);
- бузьок (лелека);
- вальок (солома, перемішана із глиною, яку використовують у будівництві хати);
- ватівка (куфайка);
- весна (веселка);
- вицяпати (подоїти корову);
- вогріб (горобина);
- вожеред (велика скирта соломи);
- воколіт (кілька обмолочених та обтрушених снопів, які використовують для покриття верхньої частини будівлі);
- вопілок (обапіл);
- воріб (горобина);
- вустілка (устілка);
- гладушка (глечик);
- гора (горище над хатою);
- ґандеруба (присінки, коридор, перед входом в хату).
- дзьобак (дятел);
- дзьобкі (ямки на обличчі після віспи);
- довбуш (дятел);
- жаборинє (жабуриння);
- жвачка (жуйка);
- жилавка (кропива);
- завора (пропущене або погано оброблене місце під час оранки; огріх);
- засторонок (місце у стодолі, де складають снопи);
- камашка (манжет на штанах);
- каня (шуліка);
- квасок (щавель);
- кєтиця (сніпок для покриття даху, зокрема рогів, країв),
- кізлина (два кілочки, збиті навхрест, які притримують солому на стрісі);
- крижівниці (поперечний брусок, який з'єднує носи полозів і на який кріплять дишель);
- лилик (кажан);
- маґільниця (рубель);
- макультник (шульга);
- марциза (нарцис);
- масличка (посудина, у якій збивають масло);
- мащина (вапно, яким обмазують дерева);
- набаландіти (наговорити нісенітниць);
- наморозьні (паралельні полозам, поздовжні бруски ходової частини в санях);
- ней (хай, нехай);
- пиригін (глибока оранка, на 18-20 см);
- півзина (два кілочки, збиті навхрест, які притримують солому на стрісі);
- расний (рясний);
- саджа (сажа);
- сакельня (торба, у якій дорогою коням дають сіно);
- сівач (той, хто посіває на Новий рік);
- скрут (поворотна подушка передньої частини воза);
- стілец (банти між кроквами у формі букви «П»);
- тернина (терен);
- трачовиня (тирса);
- трумло (труна);
- фартух (добудова до стодоли із продовженим дахом, зокрема для зберігання соломи, конопель, полови тощо);
- фуркало (вид дитячої іграшки).

## Відомі люди
- Васил Горішний  — український радянський господарник, депутат Верховної Ради УРСР 8-10-го скликань.
- Степан Шагайда (Шагадин). - український актор театру і кіно.

## Галерея

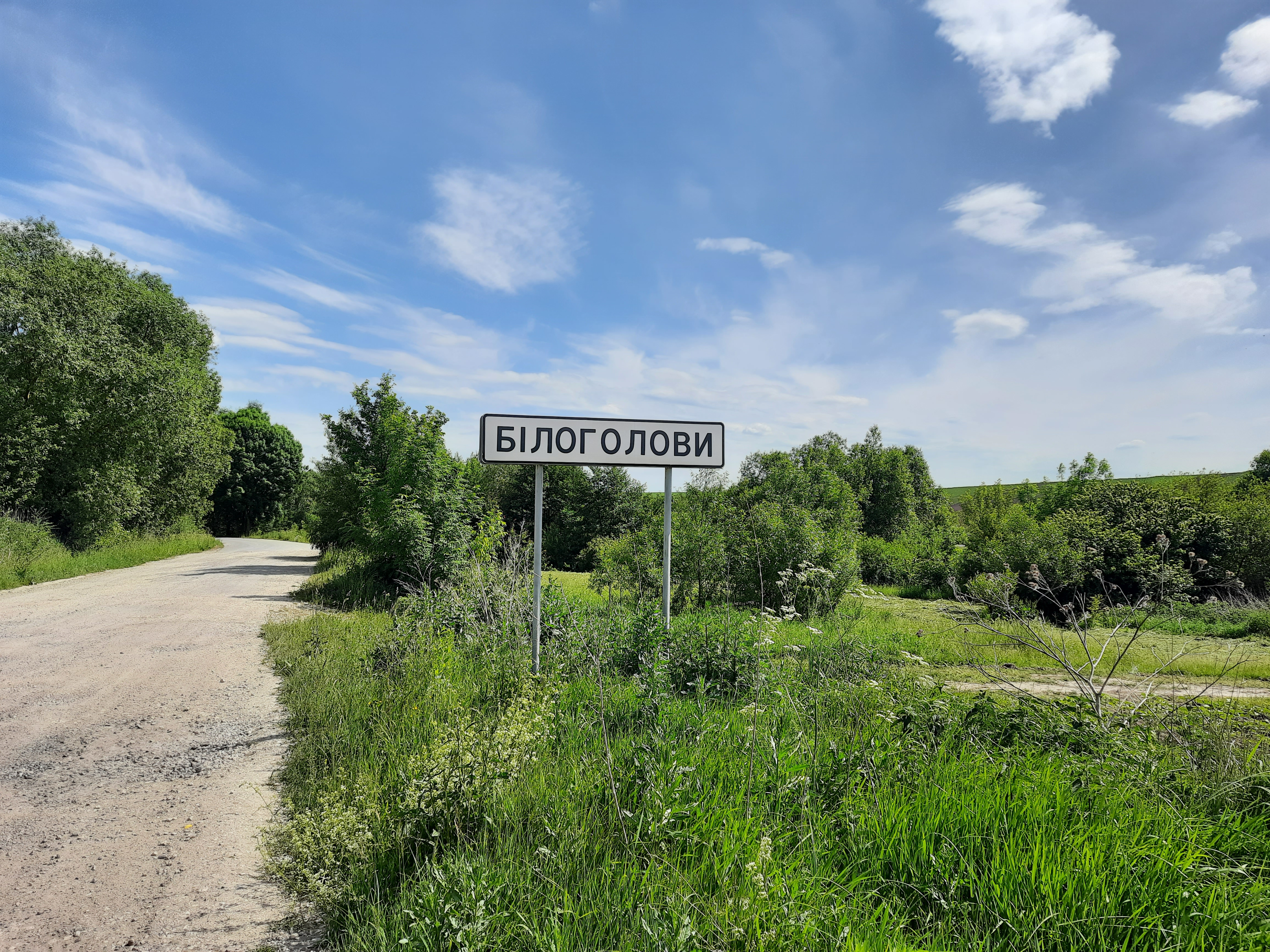
Дорожній знак при в'їзді в село
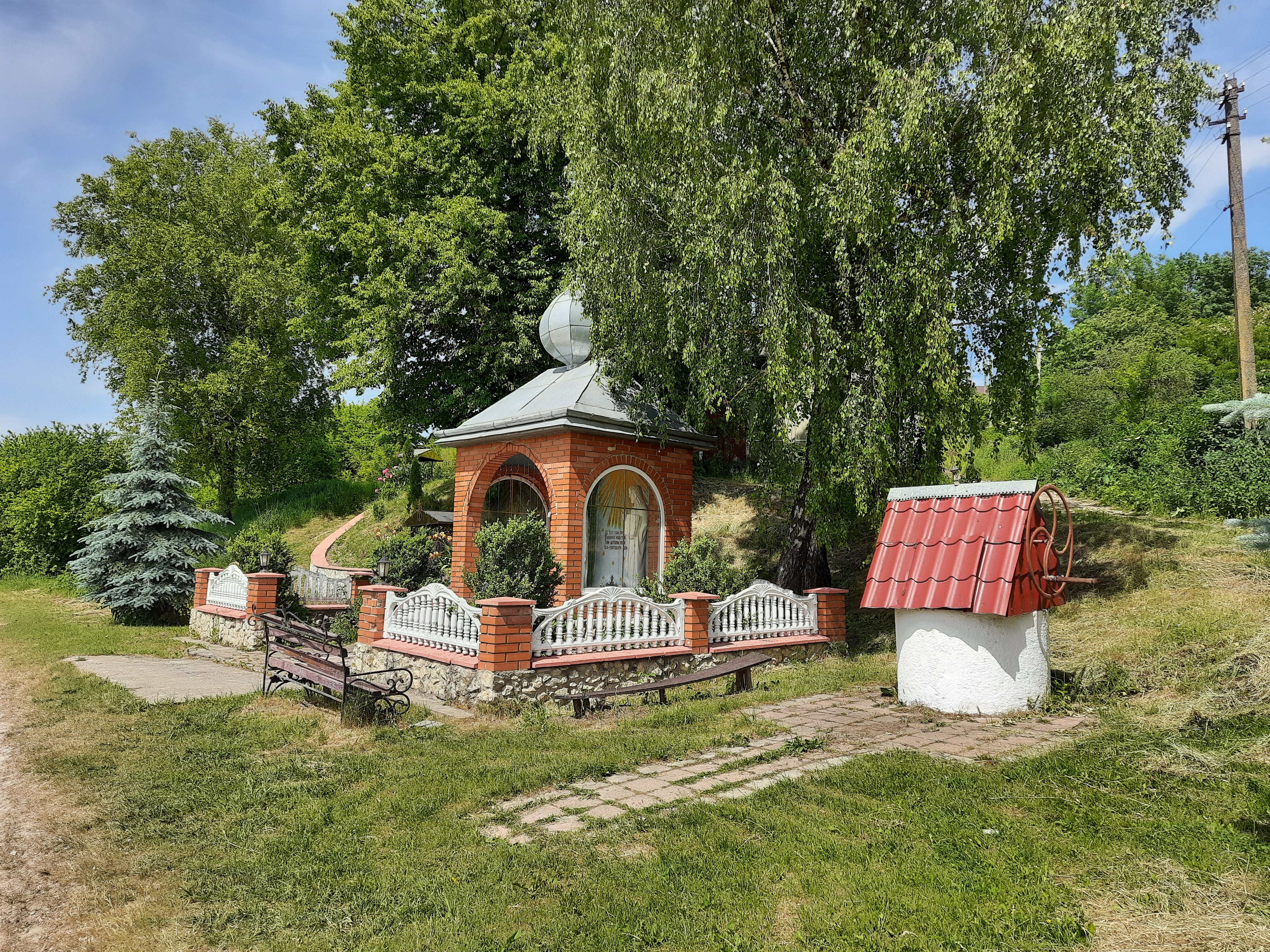
Капличка
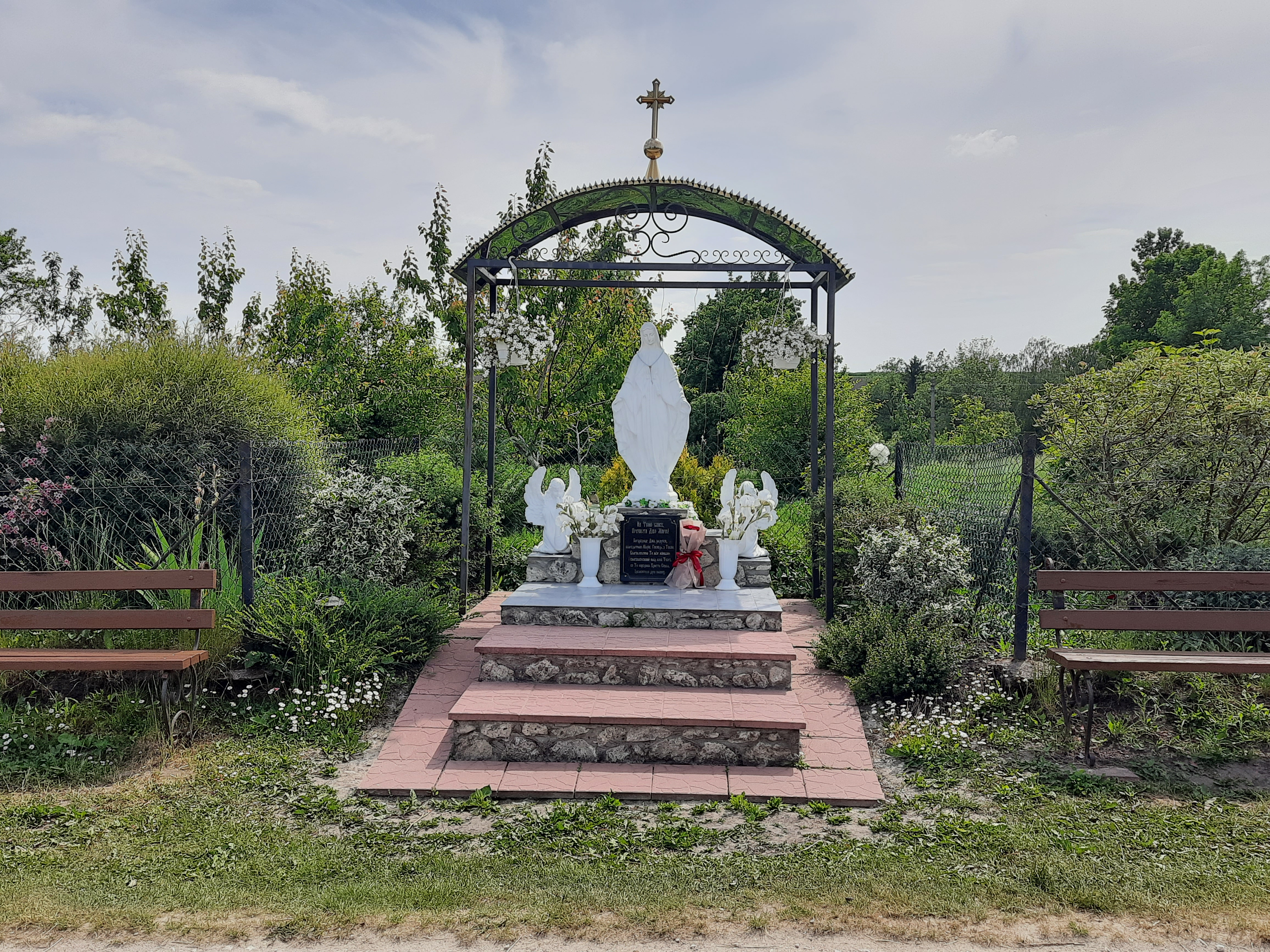
Статуя Божої Матері
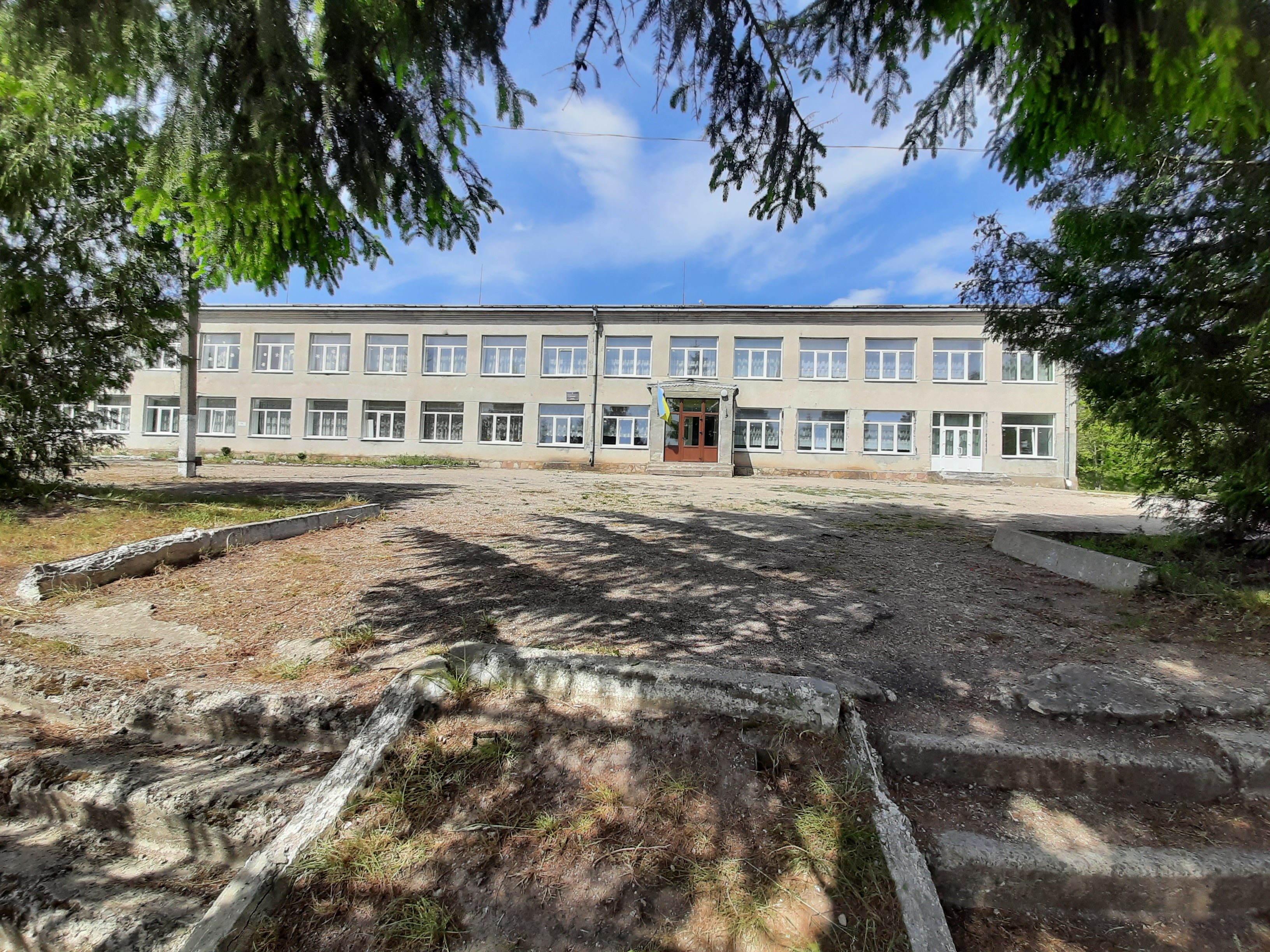
Школа
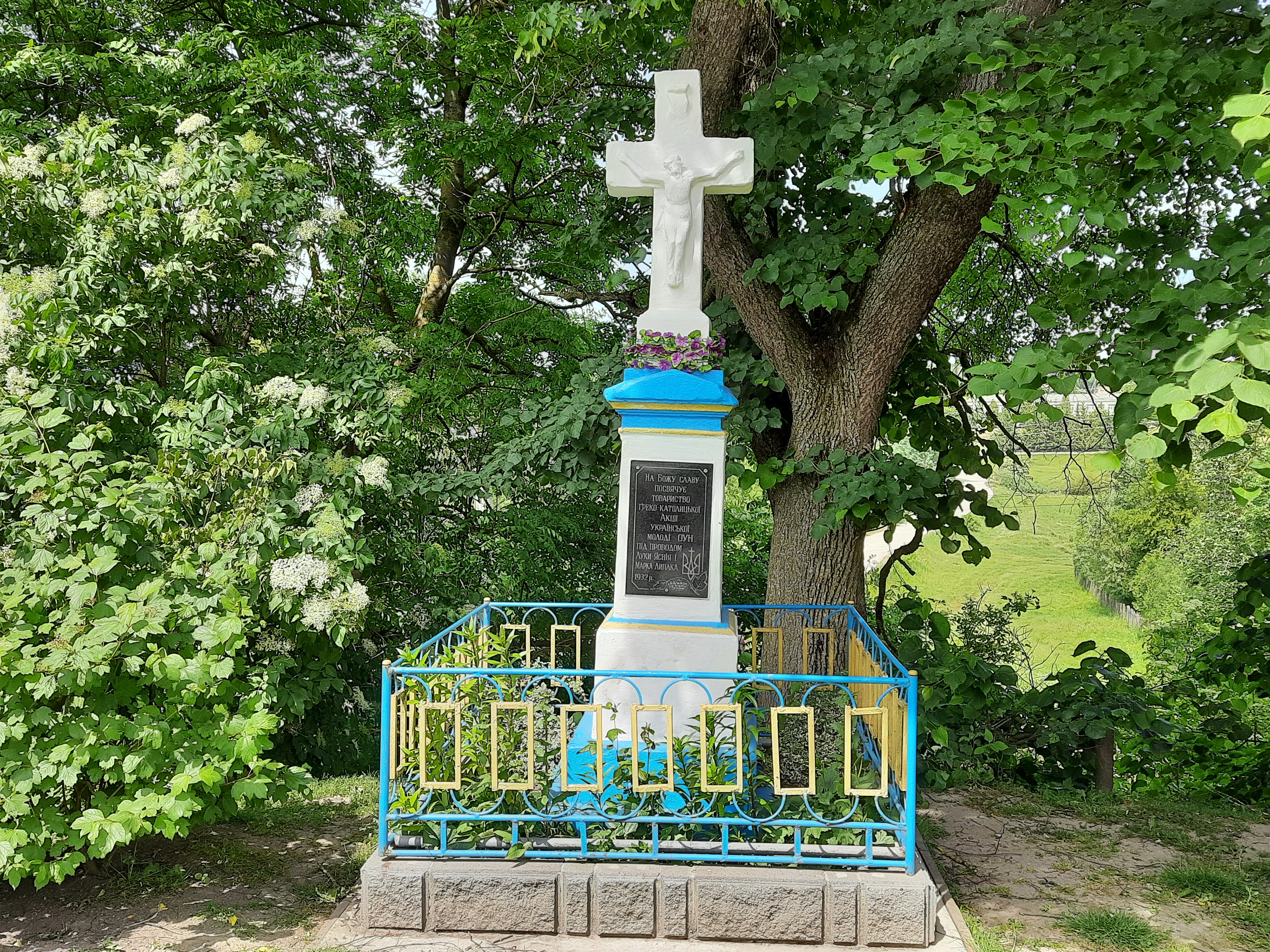
Пам'ятний хрест
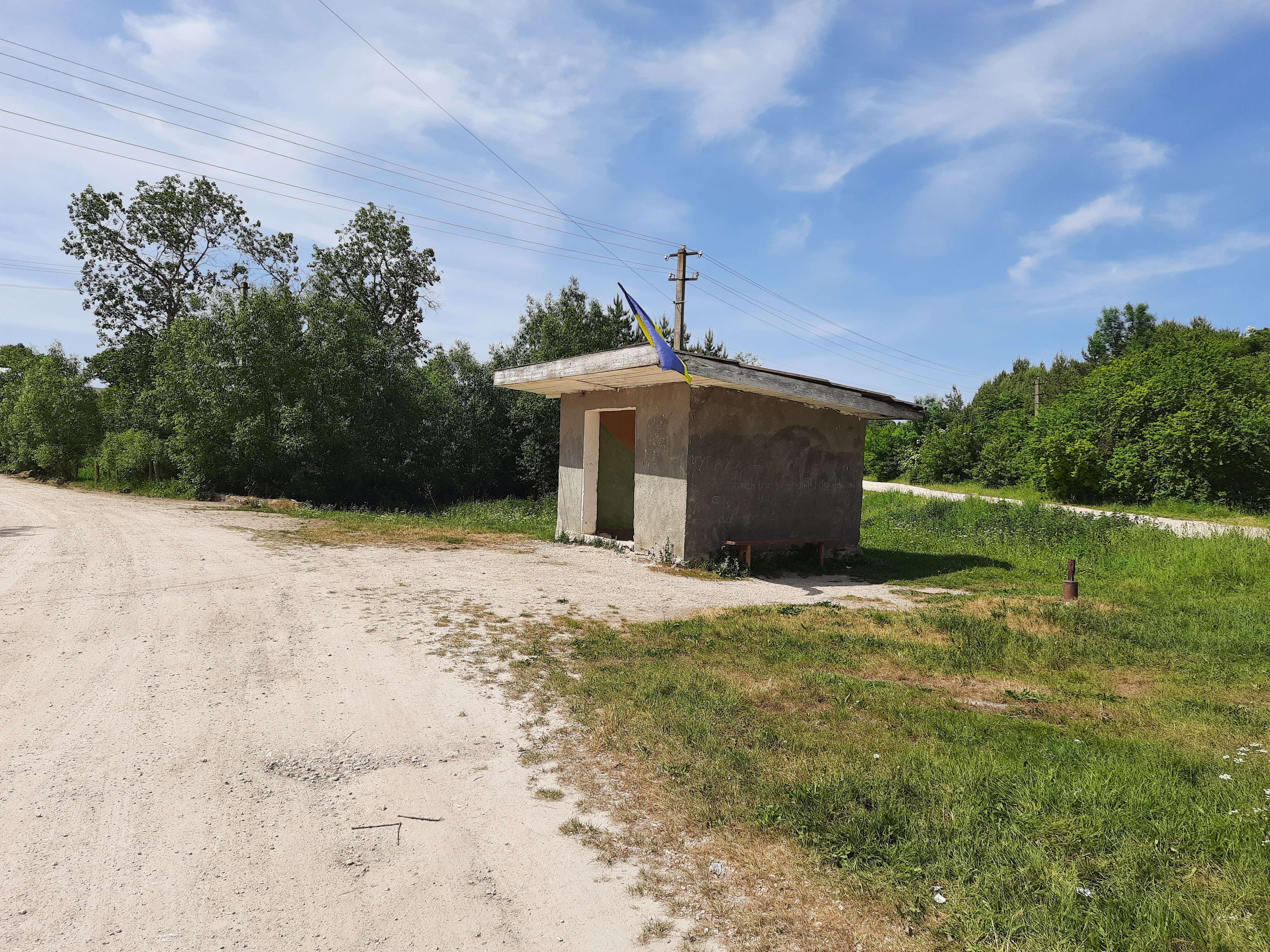
Автобусна зупинка